# تورونتو ميبل ليفس
تورونتو ميبل ليفس (بالإنجليزية: Toronto Maple Leafs)‏ هو فريق هوكي جليد كندي محترف يلعب في الشعبة الشمالية الشرقية من القسم الأطلسي في دوري الهوكي الوطني (NHL). حاز على كأس ستانلي 13 مرة أعوام 1918، 1922، 1932، 1942، 1945، 1947-1949، 1951، 1962-1964، 1967.